# Werner Lampe
Werner Lampe (Hannover, República Federal Alemana, 30 de noviembre de 1952) es un nadador alemán retirado especializado en pruebas de estilo libre, donde consiguió ser subcampeón olímpico en 1972 en los 4x200 metros y bronce olímpico en los 200 metros libres. Y campeón mundial en 1975 en 4x200 metros libres.
Representó a la República Federal de Alemania en los Juegos Olímpicos de Munich 1972 y Montreal 1976.
Es hermano del campeón de Europa de 100 metros mariposa del año 1970 de natación Hans Lampe.

## Palmarés internacional
| Juegos Olímpicos               | Juegos Olímpicos              | Juegos Olímpicos  | Juegos Olímpicos |
| Año                            | Lugar                         | Medalla           | Prueba           |
| ------------------------------ | ----------------------------- | ----------------- | ---------------- |
| 1972                           | Múnich ( Alemania Occidental) | Medalla de plata  | 4 × 200 m libre  |
| 1972                           | Múnich ( Alemania Occidental) | Medalla de bronce | 200 m libres     |
| Campeonato Mundial de Natación |                               |                   |                  |
| Año                            | Lugar                         | Medalla           | Prueba           |
| 1973                           | Belgrado ( Yugoslavia)        | Medalla de bronce | 4 × 200 m libres |
| 1975                           | Cali ( Colombia)              | Medalla de oro    | 4 × 200 m libres |
| Campeonato Europeo de Natación |                               |                   |                  |
| Año                            | Lugar                         | Medalla           | Prueba           |
| 1970                           | Barcelona ( España)           | Medalla de oro    | 4 × 200 m libres |
| 1970                           | Barcelona ( España)           | Medalla de plata  | 1500 m libres    |
| 1974                           | Viena ( Austria)              | Medalla de oro    | 4 × 200 m libres |